# 江山文昌宫
江山文昌宫是中国浙江省江山市境内的一座文昌宫建筑。建筑位于廿八都镇境内，建于清光绪十四年（1888年），为旧时文人聚会场所。2019年10月列入第八批全国重点文物保护单位。